# Gabriella Martinelli
Gabriella Martinelli, née en Italie, est une productrice canadienne, tant pour le cinéma que pour la télévision.

## Biographie
Gabriella Martinelli est présidente et directrice générale (Chief executive officer) de la société torontoise Capri Films Inc., une société de production et de distribution verticalement intégrée qu'elle a fondée en 2000.